# Сетчатый слизень
Сетчатый слизень (лат. Deroceras reticulatum) — вид моллюсков из семейства Agriolimacidae.

## Внешнее строение
Слизни с цилиндрическим телом длиной около 40 мм. Хвостовая часть немного сплющена с боков. Мантия овальная, её длина составляет до трети длины тела. Цвет тела желтовато-серый или желтовато-молочный с черными или серыми пятнами. Подошва светлая. На спинной поверхности мантии имеются выпуклости, придающие ей морщинистый вид. Пневмостом с беловатой окантовкой находится в передней части мантии.

## Биология
Обитает в садах и парках, огородах и на полях. Активен в тёмное время суток. В жаркую погоду при ярком свете прячется под камнями, отмершими растениями и среди мусора. Питается многими видами дикорастущих и культурных растений: злаками, капустой, картофелем и др. Особенно повреждает семена и всходы. Значимый ущерб наносит в лесостепной и лесной зонах. Зимуют на стадии яйца и часто взрослые особи. Появление молодых особей приходится на конец мая и июнь. Половой зрелости достигают ранней осенью.
Являются промежуточными хозяевами паразитических нематод Angiostrongylus costaricensis и Angiostrongylus cantonensis, естественными окончательными хозяевами которых являются дикие грызуны в качестве хозяев. Человек иногда выступает в качестве случайных хозяев. Хищниками сетчатого слизня являются жужелицы Scarites anthracinus Poecilus cupreus, Pterostichus melanarius, Pterostichus madidus и Nebria brevicollis. Внутри тела слизней паразитируют личинки мухи-тенницы Euthycera chaerophylli и круглые черви Angiostrongylus andersoni, Cruznema lambdiensis, Diplogaster gracilis, Diplogaster lheritieri, Meullerius capillaris, Panagrolamus superbus, Parelaphostrongylus tenuis, Phasmarhabditis hermaphrodita, Phasmarhabditis neopapillosa, Rhabditis aspera, Rhabditis elongata, Umingmakstrongylus pallikuukensis и Varestrongylus capreoli.

## Распространение
Встречается в Европе, на Кавказе, Средней Азии. Как завозной вид отмечен в Южной Африке, Австралии, Северной и Южной Америке.